# Мацеевский, Зыгмунт
Зыгмунт Мацеевский (пол. Zygmunt Maciejewski; 21 декабря 1914 — 12 августа 1999) — польский актёр театра, кино, радио и телевидения, также радиодиктор и режиссёр радиопередач.

## Биография
Зыгмунт Мацеевский родился в Берлине. В 1939 году окончил  факультет романской филологии Варшавского университета, однако вскоре после началавойна, призван в армию. Затем, во времени немецкой оккупации Польши он был учителем французского языка в Ченстохове. После окончания Второй мировой войны поселился в Познани и там учился актёрскому мастерству в драматической школе. 
Дебютировал на сцене Польского театра в Познани в августе 1945 года. Актёр театров в Познани и Варшаве. Был диктором, режиссёром и актёром передач «Польского радио». Играл в спектаклях польского «театра телевидения» в 1958—1985 годах. Умер в Варшаве, где и похоронен на Северном коммунальном кладбище.

## Избранная фильмография
- 1956 — Человек на рельсах / Człowiek na torze
- 1970 — Ловушка / Pułapka
- 1968 — Ставка больше, чем жизнь / Stawka większa niż życie (только в 6-й серии)
- 1969 — Олимпийский факел / Znicz olimpijski
- 1970 — Нюрнбергский эпилог / Epilog norymberski
- 1973 — В пустыне и джунглях / W pustyni i w puszczy
- 1973 — Дверь в стене / Drzwi w murze
- 1974 — Самый важный день жизни / Najważniejszy dzień życia (только во 8-й серии)
- 1975 — Опали листья с деревьев / Opadły liście z drzew
- 1975 — Казимир Великий / Kazimierz Wielki
- 1976 — С любовью / Con amore
- 1976 — Теневая черта / Smuga cienia
- 1976 — Лебёдка / Dźwig
- 1976 — Польские пути / Polskie drogi (только в 3-й серии)
- 1977 — Кукла / Lalka (только во 2-й серии)
- 1979 — Белая мазурка / Biały mazur
- 1978 — Жизнь, полная риска / Życie na gorąco (только в 9-й серии)
- 1979 — Вишни / Wiśnie / Die Weichselkirschen
- 1979 — Секрет Энигмы / Sekret Enigmy
- 1979 — Доктор Мурек / Doktor Murek (только в 3-й серии)
- 1980 — Встреча в Атлантике / Spotkanie na Atlantyku
- 1983 — Дом святого Казимира / Dom świętego Kazimierza
- 1984 — На страже своей стоять буду / Na straży swej stać będę
- 1984 — Хозяин на Жулавах / Pan na Żuławach
- 1986 — Предупреждения / Zmiennicy (только в 10-й серии)

## Признание
- 1955 — Медаль «10-летие Народной Польши».
- 1965 — Заслуженный деятель культуры Польши.
- 1977 — Кавалерский крест Ордена Возрождения Польши.